# Себастиан Ернандес
Себастиа̀н Ерна̀ндес Мехѝя (на испански: Sebastián Hernández Mejía) е колумбийски футболист, който играе като полузащитник за Черно море (Варна). Роден е на 2 октомври 1986 г. в град Меделин.

## Кариера
Ернандес е юноша на колумбийския Депортес Киндио. Като професионалист започва да играе в „Депортес“ когато е на 18 години.

### Лудогорец
Дебютира за Лудогорец в приятелска среща с Шериф Тираспол на 25 януари 2013 г. като влиза като резерва през второто полувреме при победата с 3-1 . Дебютира за Лудогорец в А ПФГ на 31 март 2013 г. в среща от 19 кръг срещу Локомотив (София) като влиза като резерва през второто полувреме при победата с 1-0 . Отбелязва първия си гол с красива странична ножица в А ПФГ на 3 август 2013 г. в среща от 3 кръг срещу Славия (София) при победата с 3-0 .

## Успехи
Лудогорец (Разград)
- Шампион на A ПФГ: 2012-13, 2013-14
- Купа на България: 2013-14
- Суперкупа на България: 2014

 Черно море
- Купа на България (1): 2014–15